# Češi v Paraguayi
První kolonisté z dnešního Česka a Slovenska přišli do Paraguaye pravděpodobně v roce 1907, kdy byli na migračním úřadě vedeni jako Rakušané (obyvatelé Rakousko-Uherska). Dále se sem stěhovali také Volyňští Češi s polským pasem.   
Čechy a další Slovany do Paraguaye, respektive do kolonie Fram, přivedl obchodník Miloš Suchan, který jim od roku 1927 nabízel pozemky ke kolonizaci - nejprve se soustředil na Čechoslováky, poté na příslušníky jiných slovanských národů. 
Vrcholné období českého a československého přistěhovalectví bylo ve 20. a 30. letech 20. století, kdy do Paraguaye přišlo podle dostupných informací celkem 1069 Čechoslováků. Podle výzkumu v letech 2007-2008 žije v Paraguayi dnes více než 300 potomků českých krajanů, česky už ale mluví jen málo z nich. Českoslovenští přistěhovalci se v Paraguayi věnovali většinou zpočátku zemědělství, později (zejména po odchodu do měst) i řemeslům nebo svým původním povoláním.

## Přistěhovalectví v Paraguayi
Paraguay se snažila přilákat co nejvíce emigrantů během migrační vlny ze střední Evropy ve 20. a 30. letech 20. století, nestala se jednou z hlavních destinací. S největší pravděpodobností to bylo zapříčiněno tím, že se jedná o vnitrozemský stát, kde se nenacházejí hospodářská centra nebo obchodní trasy. Kvůli absenci nerostného bohatství byla úrodná půda jedinou pozitivní hospodářskou hodnotou již v koloniálních dobách. Částečně to mohlo být způsobeno také tím, že se Paraguay otevřela přistěhovalectví celkem pozdě (v porovnání např. s Argentinou nebo Brazílií), a to až v poslední třetině 19. století. 

### Podpora přistěhovalectví
První snaha přilákat osadníky neamerického původu do Paraguaye (r. 1855) skončila fiaskem, protože nalákaní francouzští kolonizátoři neměli potřebné schopnosti (místo zkušených zemědělců se skupina skládala spíš z řemeslníků a nezkušených dělníků). Kvůli válce v 60. letech 19. století klesla mužská populace starší 14 let na pouhých 28 tisíc, což je důvod, proč se paraguayská vláda začala snažit přilákat nové obyvatele. Tato snaha byla dokonce zakotvena v zákoně:
Paraguayská vláda bude podporovat americké a evropské přistěhovalectví a nebude moci bránit, omezit ani zatížit daněmi vstup na paraguayské území těch cizinců, kteří přicházejí s cílem pozvednout průmysl, obdělávat půdu a učit vědám a umění.
Díky zákonu o přistěhovalectví (platný mezi lety 1881 a 1903), který nově příchozím osadníkům sliboval štědrou finanční podporu, se podařilo založit několik kolonií. 

### První Češi v Paraguayi
Pravděpodobně nejstarším českým vystěhovalcem v Paraguayi byl pan Šedivý v osadě Jesús, kde vedl obchod. Lékárník Jan Karel Hraše přišel do Paraguaye přes Brazílii a Argentinu, nejprve se usadil také v osadě Jesús, ale brzy se přestěhoval do Encarnaciónu. Za první světové války byl funkcionářem českého spolku v Paraguayi Českého národního sdružení.  
V současné době není možné zjistit, kdy přesně se v Paraguayi objevili první čeští vystěhovalci - nejen z důvodu nedostatečné statistiky, ale také kvůli tomu, že Československo patřilo do roku 1918 pod Rakousko-Uhersko (do roku 1907 přišlo 364 osob „rakouského“ původu, velmi pravděpodobně mezi nimi byli i Češi). Vrcholné období českého přistěhovalectví nastalo během období první republiky. Mnoho Československých osadníků přišlo do Paraguaye z Argentiny, kde předtím už nějakou dobu pobývali. Pro české kolonisty byla velmi významná kolonie Fram, založená r. 1927. 

### Odliv českých přistěhovalců z Paraguaye
Odliv kolonistů z kolonie Fram byl podpořený několika negativními okolnostmi; špatným počasím, kvůli kterému nebyla po několik let dobrá úroda, v roce 1936 byl kvůli němu zaznamenán první větší odliv osadníků do Argentiny. Další komplikací pro přistěhovalce z Evropy byl nástup generála Moríniga do prezidentského úřadu (v roce 1940), což znamenalo značné zhoršení politických poměrů, Paraguay přijala několik změn zákona podobných jako ve fašistické Itálii. Jednalo se spíše o zhoršení celkového klimatu ve společnosti (politické čistky, represe, pronásledování), českou kolonii to přímo nezasáhlo.
Počty odchozích kolonistů byly vysoké; v roce 1936 byl odhadovaný počet Čechoslováků 1560, zatímco v roce 1947 už zde žilo pouze 250 Čechů a 50 Slováků. Po krvavém potlačení revoluce v roce 1947 následoval další odliv, buď do Argentiny, nebo zpět do vlasti.
Situace v Paraguayi se ustálila v roce 1954, kdy se prezidentského úřadu ujal Alfredo Stroessner (mezi roky 1947 a 1954 se v úřadu vystřídalo celkem šest prezidentů). Stroessnesrův režim znamenal konec jakýchkoli kontaktů s Československem, a na všechny přistěhovalce ze slovanských zemí bylo nyní pohlíženo jako na potenciální nepřátele a špiony z nyní komunistických států. Čechoslováci se proto na veřejnosti báli mluvit česky, což samozřejmě nepřispívalo k udržení českého jazyka a tradic. Během této doby také přestaly působit české instituce a skončila veškerá organizovaná krajanská činnost. Český spolek přestal fungovat 11. června 1958, kdy se na poslední schůzi sešlo pouze 11 členů. Pro ostatní vystěhovalecké komunity z Evropy se stal centrem kulturního dění kostel, ten ale Čechoslováci neměli.

## Kolonie Fram
Kolonie Fram ležela v distriktu Carmen del Paraná, asi 30 km od Encarnaciónu. Její celková rozloha byla 71 tisíc hektarů, pozemky patřily Pedru Christophersenovi, Argentinci norského původu. 

### Češi v kolonii Fram
Začátkem r. 1927 uzavřel Christophersen dohodu o zprostředkování kolonizace Framu s Milošem Suchanem, rodákem z Olomouce, který původně působil v Argentině jako tajemník rakousko-uherského konzulátu. Suchan se zaměřil na získání kolonistů nejprve z Československa, poté i z dalších slovanských zemí a za účelem získání kolonistů rozjel rozsáhlou kampaň v krajanském tisku. První čeští osadníci do Framu dorazili už v květnu roku 1927. Tím začalo nejvýznamnější desetiletí v historii českého (respektive československého) přistěhovalectví do Paraguaye, protože se tam přistěhovalo 1069 Čechoslováků (Kázecký 2001:135), především do kolonie Fram. Kromě Čechoslováků tam mezi lety 1927 a 1939 přišli i občané tehdejšího Polska, zejména polské, ukrajinské a běloruské národnosti. Celkem tam mezi těmito lety přišlo 5000 kolonistů, Čechoslováci tvořili pětinu osadníků kolonie. 
Po druhé světové válce se do Framu dostalo jen několik dalších Čechů, většinou se jednalo o exulanty z komunistického Československa. Další větší skupina Čechů se do Paraguaye dostala mezi lety 1950 a 1952 z utečeneckých táborů v Německu s pasem IRO. Brzy odjížděli buď do Asunciónu, nebo do dalších zemí, neboť je uplatnění v zemědělství nelákalo.

#### Volyňští Češi
Do Framu přicházeli i Volyňští Češi, ve většině případů to byla první generace Čechů narozených na Volyni v dospělém věku, často po založení rodiny. Větší část z celkového počtu Volyňských Čechů přišla do kolonie Fram v prvních dvou letech jejího osídlování. Další větší skupina sem přišla v roce 1938. 

### Odliv přistěhovalců z kolonie Fram
Kolonistům se ve 40. letech již dařilo velmi slušně a oblast se hospodářsky rozvíjela, přesto se z kolonie Fram přestěhovali do městečka Carmen del Paraná, kde se uplatnili ve svých původních povoláních (řemeslníci, obchodníci, odborníci), kterým se věnovali ve své vlasti. Mnozí vystěhovalci prošli kolonií Fram, aby splnili podmínky pro přistěhovalectví. 

## Češi v Carmen del Paraná
Carmen del Paraná se tedy stalo českým kulturním a hospodářským centrem, Čechoslováci zde v meziválečném období tvořili asi třetinu obyvatelstva. V červnu roku 1937 byl oficiálně ustanoven Český vzdělávací a hospodářský spolek (neformálně fungoval od r. 1933). Na konci roku 1939 byl v centru Carmen postaven spolkový dům se školou a internátem, v roce 1942 byl rozšířen. Proslul jako Český Klub (Club Checo). Jeho součástí byla česká základní škola a česká knihovna. Ve škole působili čeští učitelé a vyučovalo se zde česky až do roku 1956. Poté byla škola z důvodu malého počtu žáku sloučena s paraguayskou školou a vyučovalo se zde výhradně španělsky.

## Stav po roce 1989
Autoritářský režim v Paraguayi skončil v roce 1989, což pro zbylé přistěhovalce znamenalo možnost obnovení kontaktu s rodinou a vlastí. Také se vrátila možnost organizovat krajanské kulturní akce. V roce 2002 byla založena A.I.D.E. (Asociace slovanských přistěhovalců a potomků - Asociación Cultural de Immigrantes y Descendientes Eslavos), která pořádá každý rok v červnu festival přistěhovalců (Día del Immigrante). 
V roce 2009 pak založena Kulturní asociace Čechů a Slováků v Departamentu Itapúa (Asociación Cultural de Checos y Eslovacos del Departamento Itapúa). Jeho hlavní aktivitou je oslava 28. října. Potomci krajanů si zde oživují české písně a tance. Jeho předsedou byl do roku 2012 Jaroslao Mašek (* 1936).
Od roku 2005 působili v Paraguayi i vyslaní učitelé češtiny. První roky vyučovali češtinu jen na několik měsíců, v letech 2009-2014  zde učitel působí celoročně. Jazykových kurzů se účastní asi 30 zájemců.
V letech 2007 a 2008 v Paraguayi proběhl sociolingvisický výzkum hispanitkou Lenkou Zajícovou z Univerzity Palackého v Olomouci. Celkem pracovala s 305 jedinci, kteří měli alespoň jednoho prarodiče českého původu. 85 osob bylo schopno komunikovat česky, respektive v paraguayské variantě češtiny. Velká část jich žije v Itapúe, někteří dokonce zůstali v původních venkovských oblastech nebo v blízkých městečkách. Monolingvní mluvčí češtiny zde pochopitelně už nežijí.

## Současná čeština v Paraguayi
V letech 2007 a 2008 provedla Lenka Zajícová výzkum zaměřený na češtinu v Paraguayi, kdy studovala vliv španělštiny a ostatních jazyků na jazykové kompetence mluvčích češtiny. Očekávala, že největší vliv na češtinu krajanů bude mít španělština a guaraní, a že čeština ponese prvky jazykových nářečí v podobě, kterou měla v době odlivu migrantů. 
Výsledkem studie je potvrzení výrazného jazykového vlivu španělštiny na úrovni gramatické i lexikální, vliv guaraní je ale podle Zajícové minimální. Překvapivým zjištěním byla skutečnost, že čeština v Paraguayi je velmi ovlivněná jinými přistěhovaleckými slovanskými jazyky, a to zejména ukrajinštinou. Důvodem může být nezanedbatelný počet Volyňských Čechů mezi paraguayskými krajany.

### Příklady paraguayské češtiny
Následující příklady paraguayské češtiny jsou vyňaty z knihy Lenky Zajícové Český jazyk v Paraguayi. Jsou foneticky tranksribovány pomocí českého hláskového systému.
Jorge Komárek Miller: Stěhování na kolonii
(*1939 Calle 7C, Carmen del Paraná )
Z roďičema dlouho sem žil dlóuho, sem-. Mňě nechali, diž už sem svobo- žena- tej bil, uš sem- nechali mňe tak, hotovi, hotoví. Já sem- Jarek, Jára umřel, ten, na sedmí sme žili. A mi sme žili, tam táta umřel, a máma s námi- s námi šla, na Rutkovo. Potom sme koupili tadi Prokopílkovo a přesťehovala se sem a tadu zemřela. Nevím, moc-li moc-li roku mňela.
Antonio Komárek Sytnik: Ostrov Trnka
(*1960 Carmen del Paraná)
Tadi taki f Karmen bil jeden, co mjel- je tam- jak se ti řiá- vostrof, isla. Se menoval Trnka. Až doteť je ta- ten ostrof menuje Isla Trnka. Ale teť ta represa to uš-. Von tadi diž byl v Karmen, je to- roku třicet- mil nueve treinta- von koupil ten- tu zem- ten ostrof. Má to más o menos dvacet hektáru. A se to potom zostalo a menovala se Isla Trnka. Noc chťel tam dělat takovej balneario. A jeli tam hodňe lidi, ja sem viďel fotki, co je- jak se ti říká- canoa- jak se to říká po česku? [E: Člun. Nebo loď.] Loť. Loťko- loťka. Jezďili am v neďeli a tam bili- ďelali tam takoví jídlo a tam bilo takovej-. A von potom umřel a to ustalo tak, ten ostrof. Se to menuje Isla Trnka.
Elena Harapiuk Kubíčková de Zezula: Mluvili jsme česky
(*1940 Uru Sapukai)
[E: A s maminkou jste teda mluvila česky?] Mi Čéchi. I taťinek mluvil čéšski. I tam, švágri mjela, tři, co naučili se pó česku. Fšecki, kasi. A muj jen člověk, já múžu hovořit, coš sci na ňeho, nerozumi ňic. Pádesat roku přežila s ňim, i nérozumi ňic. Ja tak vóbraťim se do maminki, pó česku, vóbraťim se do ňeho, po ukrajinsku. Tak. Přijde máminka, ja tak, sem, to, říkam, a tadi to říkam. I říkaj: Ja movu svoju zabu-mjela sem, ja po ukrajinsku neumjéju, zápomjela sem. To mentira. Juž maminka dávno umřela, pero já dóhneska, zejdu se s mojimi sestrami, ja mluvim pó česku.